# Kunal Nayyar
Kunal Nayyar (hindsky: कुणाल नय्यर * 30. dubna 1981, Londýn, Anglie) je anglický komik indického původu, který je známý jako Rajesh Koothrappali ze sitkomu Teorie velkého třesku vysílaném na CBS.

## Životopis
Nayyar se narodil v Londýně, ale krátce po narození se přestěhoval do Nového Dillí v Indii. Po úspěšném dokončení studia na střední škole odletěl Nayyar do Spojených států amerických, aby pokračoval ve studiu vysoké školy. Byl přijat na Portlandskou Univerzitu v oboru podnikání a managementu v Oregonu a během studia se zúčastnil i několika hereckých kurzů. Poté sám vystupoval v divadle a zúčastnil se i Amerického vysokoškolského divadelního festivalu. Načež získal akademický titul v oboru umění z Temple University ve Filadelfii.

## Vzdělání
- St. Columba's School (Nové Dillí, Indie)
- University of Portland (Portland, USA)
- Temple University (Philadelphia, USA)

## Kariéra
Nedávno Nayyar spolu s Oroonem Dastonem napsal kritiky uznávanou hru Cotton Candy (cukrová vata), která aktuálně stále běží v Indii v Novém Dillí.
Debutoval ve filmu S.C.I.E.N.C.E (2004) režiséra Jordana Noce.
Nayyar se také objevil v americkém seriálu Námořní vyšetřovací služba (NCIS) (2003) jako terorista Youssef Zidan.
Do povědomí diváku se dostal především jako Rajesh Koothrappali z americkém seriálu Teorie velkého třesku, kde představuje vědce, který trpí sociální fóbií a nemůže tak komunikovat s ženami, dokud se aspoň trochu nenapije alkoholu.